# Nate Archibald (Gossip Girl)
Nathaniel “Nate” Daniels Archibald (5 de abril de 1991) 

## Actuación en la serie de libros
Nathaniel Archibald es un "anglo-sajón protestante blanco", apuesto jugador de elite de lacrosse del Colegio St. Jude para hombres. Es uno de los chicos más apuestos de la escuela, junto a Chuck Bass. Su madre, la señora Archibald, es una socialite francesa, y su padre, el Capitán Archibald, es un marino formado y un prestigioso banquero (más tarde se descubre que es corrupto por lo que huye a Santo Domingo sin su mujer y sin su hijo, aunque después, y debido a una idea de Nate se entrega ante el FBI). Nate permanece enamorado de Serena durante mucho tiempo, incluso siendo novio de su mejor amiga Blair. Luego sale con Vanessa, y mantiene un corto romance con Jenny. Vuelve a salir con Vanessa y más adelante confiesa que siempre ha sentido algo por Serena.
A Nate no todo le ha salido bien, cuando los numerosos delitos de su padre salieron a la luz, dejó en la ruina a su familia, viviendo como un indigente en su casa embargada sin agua ni luz, hasta que Dan lo descubrió y lo acogió en su casa (fue entonces cuando se enamoró de Jenny) hasta que todo volvió a la normalidad.

## Actuación en la serie de TV
Nathaniel Archibald nació fruto de la unión de Howard Archibald, un magnate, y Anne Archibald, un miembro de la familia Van Der Bilt. Nate es amigo íntimo de Chuck Bass, con quién asistió al Colegio St. Judes para chicos. Nate ha estado con su novia Blair Waldorf desde pequeños. Este  siente algo por la mejor amiga de Blair, Serena van der Woodsen, con quién compartió una noche de sexo. Ha sido el mejor amigo de ambas desde niños. 

### Temporada 1
Nate creció con sus tres mejores amigos, Blair Waldorf, Serena van der Woodsen, y  Chuck Bass. Cuando Serena se va de esa escuela tras su noche de sexo, Nate sigue con Blair, pero todavía está enamorado de Serena. Sin embargo, cuando Serena regresa, las tensiones se hacen más fuertes. Nate expresa interés en Serena, pero se queda con Blair. Nate le confiesa a Jenny (que por error pensó que era Serena) que no ha dejado de sentir lo mismo por Serena. Esto es el colmo para Blair, y ella termina la relación.
Mientras que Nate quiere asistir a una universidad del Oeste (en especial la Universidad de California, su padre lo presiona para que asista al Dartmouth College. Él desea que se prepare para su planificada vida, lo que incluye una universidad de la Ivy League, Blair como su futura esposa (aunque todavía quiere estar con ella por sus propios términos) y todas las superficialidades del Upper East Side. Es por esto que se junta con Carter Baizen, un ciudadano ejemplar quien presume por tener una vida libre y haber viajado alrededor de todo el mundo. En la invitación de Carter, Nate asiste a un juego de póquer y pierde una gran cantidad de dinero, y se da cuenta de que Carter le tendió una trampa. Chuck lo salva de daño psicológico pagando esa gran suma, pero cuando Nate intenta devolverle el dinero a Chuck, se da cuenta de que su cuenta bancaria había sido vaciada. Aunque el dinero es devuelto después, Nate quiere saber y va al estudio de su padre por respuestas, donde encuentra una bolsa de cocaína. Su madre la encuentra después y cree que es de Nate; el padre de Nate miente y deja que su hijo cargue con la culpa. El padre de Nate dijo que no vovlería a pasar, pero Nate lo ve comprándola de nuevo. Cuando intenta contarle a su madre la verdad ella no le cree. Luego confronta a su padre acusándolo de drogadicto, y su padre (lleno de cocaína) le pega un puñetazo en la cara. Su padre es arrestado, y se revela que ha sido acusado de posesión de drogas ilegales, malversación y fraude.
Su padre va a rehabilitación, y ahora que ha sido liberado de las presiones familiares, Nate tiene más tiempo para extrañar a Blair. Se da cuenta de que ahora está más feliz y más radiante, y desea recuperarla. Le pregunta si quiere ir al baile de debutantes, solo como amigos, y ella está de acuerdo. Acude a Chuck por consejo sobre cómo recuperar a Blair. Chuck quiere a Blair para él, o sea que desea separar a Blair y a Nate diciéndole que Blair se está viendo con Carter Baizen, a quien Nate odia. Lleno de celos, Nate golpea a Carter y es echado del baile. Blair se da cuenta de que Chuck provocó la pelea y terminó lo que tenían. Se reconcilia con Nate y tienen sexo, por primera vez.
Después de estar en Mónaco con Chuck en Navidad, Nate vuelve y trata de reunirse con Blair. Chuck, de todas formas está celoso, y amenaza a Blair con contarle a Nate sobre su aventura sí ésta renueva su relación con él. Blair es protegida de una sanción por Nate. Sin embargo, después de tratar de evitar su expulsión y ser suspendido en el proceso, los dos empezaron a salir hasta que Nate se entera del affair de Blair y Chuck. Nate está molesto con ella aunque él primero le fue infiel con su mejor amiga, Serena van der Woodsen, pero todos son hipócritas. Hasta el último capítulo, fue prioridad de los guionistas, que estuviera sin novia y mejor amigo.
En el último capítulo de la temporada, el padre de Nate compra un pasaporte y se va de la ciudad para evitar los cargos de fraude. Nate tiene una corta relación con Vanessa Abrams, pero los dos terminan, porque se da cuenta de que tiene muchos problemas en su vida y no tiene tiempo para tener una novia. Él y Chuck se reconcilian al final.

### Temporada 2
En la segunda temporada, es revelado que Serena y Nate son novios, pero solo lo hacían para que no se preocuparan por la triste Serena, y así Nate podría hacer lo que quisiera. Tiene un romance clandestino con Catherine Mason, que está casada con un Conde, quién resulta ser la madrastra del nuevo novio de Blair, Lord Marcus. Serena confronta a Nate por tener un romance con una mujer mayor que él. Serena está bastante decepcionada, pero lo entiende y le ayuda como amiga llevándolo a la fiesta de blanco donde Catherine asiste con su marido. Nate se siente horrible después de la fiesta, debido a Catherine y a su marido y otras muchas cosas importantes; desea recuperarla. Lo hace besándose públicamente con Serena, para darle celos a ella. Cuando vuelve a Nueva York, Nate intenta romper con Catherine debido a que aún tenía sentimientos por Vanessa, pero durante el apagón de la ciudad, Catherine amenaza a esta diciéndole que le iba a decir a los policías dónde se estaba escondiendo el padre de Nate, o sea que Vanessa le dice que siga con Catherine, sin él saber que Catherine había amenazado a Vanessa. Después de enterarse de que Catherine se acostaba con su hijastro, terminan, y ella se va a vivir a Brighton.
Nate llega a Yale en el episodio 6 para ver cómo es la universidad. Está contento mayormente porque nadie lo conoce a él o a su pasado. O eso creía él. Empieza a salir con una estudiante de Yale y cuando ésta se entera de que estudia en St. Jude´s le pregunta si conoce a Nate Archibald (en ese momento no sabía quién era él). Un estudiante que está cerca de ellos les dice que su padre perdió un montón de dinero por culpa del fraude y malversación de fondos de su padre, Nate creyó que todos le iban a decir que era igual a su padre, por eso ocultó su verdadera identidad. Nate le pregunta a la chica si van a dar una vuelta y cuando ella le pregunta su nombre le dice que se llama Dan Humphrey. En ese momento vuelven a las habitaciones de las chicas y están a punto de tener sexo, cuando tocaron a la puerta. Era el verdadero Dan que quería una carta de recomendación de la estudiante. Mira hacia adentro y llama a Nate por su verdadero nombre. La chica se da cuenta de que "Dan" es en verdad Nate y echa a ambos fuera de su habitación. Nate le dice a Dan que lo siente mucho por no decirle a la gente su verdadero nombre pero que diciendo eso se alejaría de toda la humillación y de no poder salir del país por culpa de su padre. Llama a Chuck y le pregunta si se quiere ir. Chuck le dice que se encontrará con él para cenar en una hora más o menos. Lo que Nate no sabe es que está involucrado con una sociedad secreta y que Chuck tiene como orden encontrarlo para poder entrar en ésta sociedad secreta. Chuck les dice que Dan es Nate y estos atan a Dan a una estatua casi desnudo. Mientras que Nate está esperando para cenar con Chuck Bass, escucha que los que ataron a Dan estaban eufóricos por cargarse a Nate Archibald. Se levanta y les dice que se equivocaron de chico, y que ese no era Nate Archibald sino él. Entonces los hombres pelean con Nate, él les tira una silla y sale corriendo del bar. Más tarde, se encuentra con Dan Humphrey e intenta desligarlo, pero no puede. En ese momento llega la chica con la que estaba saliendo y ella le ayudó a desligarlo, ya que su madre estuvo en la Marina. Al día siguiente se vuelve a encontrar con Nate y con Dan y le promete a este último que le conseguiría una carta de recomendación, y a Nate le prometió que si éste volvía el próximo año podrían salir y ella lo estaría esperando fuera quien fuera. Más tarde se encuentra con Chuck, y descubre que éste había mentido sobre él, acerca de lo de Dan. Es ahí cuando Nate decide irse en tren con Dan, que en limusina con Chuck. Es en este punto de la historia donde Nate Archibald y Dan Humphrey empiezan a ser amigos.
En el episodio 8, parece que Nate ha desarrollado algunos sentimientos por la hermana menor de Dan, Jenny. Parece ser que realmente se preocupa por ella, y la protege. Cuando Nate escucha que Jenny se ha ido a una casa de un fotógrafo llamado Max con su nueva amiga Agnes, le pregunta a Aarón si ese tipo era de fiar. Aarón contestó: "Él...es de fiar, mientras que no salga con tu hermana menor". Más tarde esa noche, Nate se aparece en la casa de Max. Cuando encuentra a Agnes y a Jenny bailando semi desnudas, mientras Max las fotografiaba, le dice a Jenny que fue para llevarla a su casa. Jenny se rehúsa a hacerlo, pero Nate la obliga. Una vez que están fuera, discuten pero terminan besándose.
Las siguientes semanas Nate evita a Jenny, pero finalmente en el desfile de "modelos piratas" de Jenny vuelven a besarse. Dan los ve y echa a Nate de su casa, en la que estaba viviendo porque Dan se enteró de que vivía de okupa en su propia casa y le ofreció pasar un tiempo en la de él. Nate se va a una casa alquilada en la que vive su madre y le envía una carta a Jenny.
Vuelve al cabo de un tiempo junto con su madre, ahora se instalan en la casa de unos amigos. En esa casa se encuentra a su padre, que ha vuelto para decirle que vayan a vivir a Sudamérica con él. Nate acepta, pero Vanessa habla con un agente del FBI que le cuenta que el padre de Nate pretende pedirles dinero a los abuelos maternos de Nate a cambio de no llevárselos. Vanessa le confiesa todo lo que sabe a Nate, y éste obliga a su padre a entregarse a las autoridades policiales.
Comienza una relación con Vanessa a espaldas de Jenny, y Vanessa intercepta la carta que Nate le había enviado a Jenny antes de que ella la lea: en la misma Nate le dice que la quiere pero que no puede estar con ella por Dan.
Jenny se entera de lo de V y N por Gossip Girl, y se enfada con Vanessa. La humilla públicamente en una fiesta, justo después de que Vanessa le confiese a Nate que interceptó la carta. Nate le da la carta a Jenny, pero le dice que ya no quiere estar con ella porque no era como él pensaba. Luego vuelve a salir con Vanessa.

### Temporada 3
Nate comienza una relación con Bree Buckley, parte de la familia de los enemigos políticos de los Van Der Bilt. Nate se queda en el hospital cuidando de Serena. N le pega a Trip (primo de este) y lo obliga a alejarse de Serena y nunca más volver a acercársele. N hello nician una relación. Esta relación empieza muy bien y los dos se quieren mucho mutuamente, pero se empieza a complicar cuando Carter regresa e intenta acercarse a Serena, mientras que Serena no le cuenta nada, de lo que está pasando con Carter y porqué está pasando, a Nate. Serena se va a Palm Beach, y Nate cree que se fue con Carter, por lo que Jenny aprovecha e intenta acercarse más a él. La relación también tiene complicaciones gracias a que Jenny está enamorada de Nate y hace todo lo posible para que su relación acabe. Nate no ayuda a que el papá de Serena se vaya de la ciudad de forma clandestina, por lo tanto Serena busca consuelo en Dan. Esa misma noche que pasó con Dan se dieron un beso y a la mañana siguiente amanecieron juntos, pero solo se habían dado un beso y Serena se quedó dormida junto a Dan. Esa mañana Jenny llega a su casa y los ve juntos en la cama, ya que quiere que Nate y Serena acaben, les toma una foto a Dan y a ella y la manda a Gossip Girl. Todos ven esa foto, y Nate se enfurece con Serena. Ellos hablan las cosas y Serena le aclara que solo fue un beso. Al final de la temporada Nate la perdona pero Serena necesita un tiempo, y se lo dice a este. La temporada termina cuando Serena y Blair se van de vacaciones de verano a París, y Chuck recibe un tiro.
- Datos: Q2420061